# Varena (gente)
A gens Varena, também escrita como Varenia ou raramente Vorena, foi uma família plebeia menor em Roma antiga. Apenas alguns membros desta gens são mencionados na literatura romana, mas muitos outros são conhecidos a partir de inscrições. Vários dos Vareni ocuparam magistraturas menores em Roma ou em outras cidades durante os tempos imperiais, incluindo Lúcio Varenus Luculo, que foi um tribuno militar e pontífice durante o primeiro século, e Quinto Varenus Ingenuo, que serviu como edil e questor. Vorena, uma mulher desta família durante o segundo ou terceiro século, parece ter sido uma Vestal.

## Origem

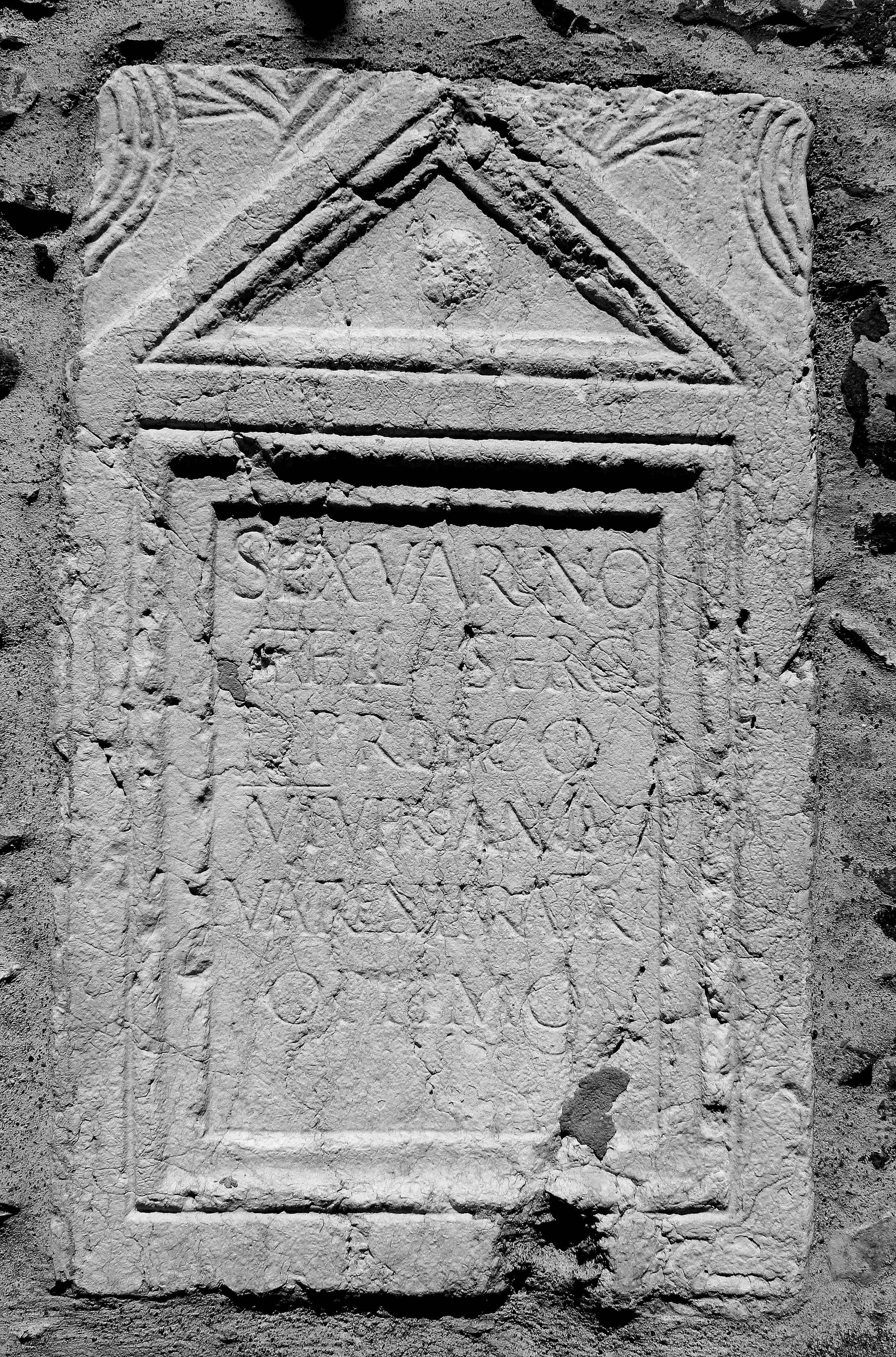
Monumento de Sextus Varenus Priscus em Tarnaiae Nantuatium.

O nomen Varenus pertence a uma classe de gentilícias que terminam em -enus, tipicamente derivadas de outros nomina, ou ocasionalmente dos nomes de lugares. Muitos dos Vareni são conhecidos a partir de inscrições de cidades da Úmbria e Sabina, indicando provavelmente seu local de origem.

## Prenomes
Os principais prenomes dos Vareni eram Marcus, Lucius e Titus, seguidos por Publius e Gaius. Todos esses estavam entre os prenomes mais comuns ao longo da história romana. Alguns dos Vareni são encontrados com outros prenomes, incluindo Quintus e Gnaeus, enquanto há exemplos individuais de Decimus, Sextus e Statius, um prenome encontrado principalmente entre os povos que falavam a língua osca e umbra na Itália. Uma liberta chamada Rufa Vorena que viveu sob o início do Império fornece um exemplo de um prenome feminino.

## Membros
- Varena C. l., uma liberta, dedicou um túmulo do século I a.C. em Spoletium na Úmbria para seu marido, Publius Marcius Varus.[6]
- Lúcio Varenus, acusado de assassinar Gaius Varenus e de tentar assassinar Gnaeus Varenus, foi defendido por Cícero por volta de 79 a.C., mas foi condenado. A oratória de Cícero foi perdida.[7][8][9][10]
- Gaius Varenus, assassinado por volta de 80 a.C., supostamente por seu parente, Lúcio Varenus, que foi condenado apesar de ter sido defendido por Cícero.[7][8][9][10]
- Cneu Varenus, que supostamente sobreviveu a uma tentativa de assassinato por seu parente, Lúcio Varenus, que foi julgado e condenado pelo crime, junto com o assassinato de Gaius Varenus.[7][8][9][10]
- Cneu Varenus L. f., o marido de Rutila Brutsena, com quem foi enterrado em Interamnia Praetuttiorum em Picenum, em um túmulo datado entre a metade do primeiro século a.C. e a metade do primeiro século d.C.[11]
- Lúcio Varenus ou Vorenus, um centurião sob o comando de  Quinto Cícero durante as Guerras Gálicas. Ele e um rival, Titus Pulfio, lutaram heroicamente contra os Gauleses durante uma saída, cada um resgatando o outro apesar de sua rivalidade.[12][10]
- Marcus Varenus M. l. Anteros, um liberto mencionado em uma inscrição funerária de Roma, datada da segunda metade do primeiro século a.C.[13]
- Lúcio Varenus St. f. Touro, enterrado em Volsinii na Etrúria, em um túmulo datado da segunda metade do primeiro século a.C.[14]
- Rufa Vorena P. l. Ge, uma liberta mencionada em uma inscrição de Cales na Campânia, datada do final do primeiro século a.C. ou do início do primeiro século d.C.[5]
- Lúcio Varenus L. f. Celer, nomeado em uma inscrição sepulcral do século I de Amiternum na Sabinum.[15]
- Varenus Clarus, um liberto nomeado em uma inscrição sepulcral do século I de Fulginiae na Úmbria.[16]
- Marcus Varenius Diogenes, construiu um sepulcro do século I em Roma para si mesmo, sua esposa, Veturia Maxima, e para Marcus Varenius Fortunatus Maius e Marcus Varenius Fortunatus, provavelmente seus filhos.[17]
- Marcus Varenius Fortunatus, um menino enterrado em Roma, com sete anos, dez meses e quinze dias, em um sepulcro do século I em Roma, construído por Marcus Varenius Diogenes, provavelmente seu pai, para si mesmo, sua esposa, Veturia Maxima, e Marcus Varenius Fortunatus Maius, talvez outro filho.[17]
- Marcus Varenius Fortunatus Maius, enterrado em Roma em um sepulcro do século I construído por Marcus Varenius Diogenes, provavelmente seu pai, para si mesmo, sua esposa, Veturia Maxima, e outro Marcus Varenius Fortunatus, talvez outro filho.[17]
- Varenia M. l. Eleutheris, uma liberta enterrada em Roma, com vinte anos, nomeada em uma inscrição sepulcral do século I, junto com Marcus Varenius Maximus.[18]
- Marcus Varenus Felix, nomeado em uma inscrição do século I de Roma.[19]
- Marcus Varenius Maximus, nomeado em uma inscrição sepulcral do século I de Roma, junto com a liberta Varenia Eleutheris.[18]
- Vorena I[...] Maxima, nomeada em uma inscrição sepulcral do século I de Amiternum, junto com a liberta Coelia Salvia.[20]
- Varena Sabina, esposa de Gnaeus Caninius Faustus, com quem foi enterrada em Tusculum na Lácio, em um sepulcro familiar construído pelo liberto Marcus Publilius Stratus, datado da primeira metade do primeiro século.[21]
- Varena Cn. l. Hilara, uma liberta enterrada em um túmulo do século I em Forum Cassii na Etrúria.[22]
- Sextus Varenus T. f. Priscus, um dos Seviri Augustales, enterrado em Tarnaiae Nantuatium nas Alpes Poeninae, com cinquenta e sete anos, em um túmulo datado do século I, dedicado por um ou mais de seus irmãos.[23]
- Varena Lacte, esposa de Gaius Alledius Marcellus, com quem dedicou um túmulo do século I ou II em Vicus Fificulanus na Sabinum para seu filho, Gaius Alledius Marcellus, com quatorze anos, quatro meses e vinte e sete dias.[24]
- Decimus Varenus Bitia, um médico, cujas prescrições estão registradas em uma inscrição do local da moderna Rubenach, anteriormente parte da Germania Inferior, datada entre o primeiro século e a metade do terceiro.[25]
- Quinto Varenus, enterrado em Hispellum na Úmbria, em um sepulcro datado do início do primeiro século. O liberto Lúcio Varenus Chilo foi enterrado no mesmo sepulcro.[26]
- Lúcio Varenus Chilo, o liberto de Niger, enterrado em um sepulcro em Hispellum, datado do início do primeiro século. Um Quinto Varenus foi enterrado no mesmo sepulcro.[26]
- Varena C. f. Candida, esposa de Gaius Arruntius Ingenuus, enterrada em Carnuntum na Panônia Superior, com trinta e cinco anos, em um sepulcro familiar datado do início ou da parte média do primeiro século, construído por seu marido para Varena e seus filhos, Gaius Arruntius Lentulus, com cinco anos, e Gaius Arruntius Ligus, com três.[27]
- Varena Lycoris, fez uma oferta a Fortuna em Fulginiae, registrada em uma inscrição do início do primeiro século.[28]
- Lúcio Varenus L. f. Lucullus, um dos dúumviros municipais em Fulginiae, havia sido um tribuno militar, praefectus fabrum, encarregado dos engenheiros militares, e pontífice. Sua carreira está registrada em uma inscrição datada entre os reinados de Tibério e Cláudio.[1]
- Varenia Montanilla, filha de Montanus, enterrada no local da moderna Cavillargues, anteriormente parte da Aquitania, com vinte e dois anos, em um túmulo construído por seu marido, Quinto Solônio Filippo, datado entre o primeiro e o terceiro século.[29]
- Varena Q. f. Major, esposa de Marcus Lartidius, nomeada em inscrições de Tibur.[30]
- Marcus Varenus Ɔ. M. Lartidi l. Clarus, libertado por Marcus Lartidius e sua esposa, Varena Major, de acordo com uma inscrição de Nola na Campânia, datada de 21 d.C.[31]
- Marcus Varenus Ɔ. M. Lartidi l. Diphilus, libertado por Marcus Lartidius e sua esposa, Varena Major, fez uma doação para a manutenção do templo de Hércules em Tibur no Lácio.[32][33]
- Marcus Varenus Herma, enterrado em Roma em um túmulo datado da parte média do primeiro século, dedicado por seus clientes Marcus Varenus Hermes e Marcus Varenus Eutychus.[34]
- Marcus Varenus Hermes, junto com Marcus Varenus Eutychus, dedicou um túmulo da metade do primeiro século em Roma para seu patrono, Marcus Varenus Herma.[34]
- Marcus Varenus Eutychus, junto com Marcus Varenus Hermes, dedicou um túmulo da metade do primeiro século em Roma para seu patrono, Marcus Varenus Herma.[34]
- Quinto Varenus C. f. Ingenuus, enterrado em Tuder na Sabinum, junto com sua concubina, Flaminia Horeis, em um túmulo datado entre a metade do primeiro e o final do segundo século, havia sido edil, questor, e duumvir jure dicundo.[2]
- Marcus Varenus M. f. Valens, um veterano da Legio VII Claudia, fez um testamento nomeando seu liberto, Marcus Varenus Secundus, como seu herdeiro, comemorado por uma inscrição de Aequum na Dalmácia, datada entre o reinado de Cláudio e a metade do segundo século.[35]
- Marcus Varenus M. l. Secundus, o liberto de Marcus Varenus Valens, que o nomeou como seu herdeiro, de acordo com uma inscrição de Aequum, datada entre o reinado de Cláudio e a metade do segundo século.[35]
- Marcus Varenus Tyrannus, o liberto de Clarus, mencionado em uma inscrição relacionada ao anfiteatro em Praeneste no Lácio, datada da parte final do reinado de Cláudio.[36]
- Varena Chelido, dedicou um túmulo em Roma, datado entre a metade do primeiro e a metade do segundo século, para seu patrono e marido, Publius Aerenus Teres, com quarenta e nove anos.[37]
- Marcus Varenus Aprilis, um oleiro cujo sinal de fabricante foi encontrado em pequenos utensílios de barro de Pompéia na Campânia.[38]
- Marcus Varenus Crescens, um oleiro cujo trabalho foi encontrado em Pompéia.[39]
- Publius Varenus Zetus, nomeado em um rótulo de bronze do século I de Pompéia.[40]
- Publius Varenus Q. f. Modestus, natural de Ariminum na Gália Cisalpina, foi um soldado na nona coorte da Guarda Pretoriana em Roma, servindo na centúria de Maturus. Ele foi enterrado em um túmulo do século I em Roma, com quarenta anos, tendo servido por vinte anos.[41]
- Varena Secunda, nomeada em uma inscrição do final do primeiro ou início do segundo século de Roma, junto com uma Tessia.[42]
- Titus Varenus Priscus, um dos Sodais Augustais, enterrado em Ameria na Úmbria, em um túmulo datado entre a metade do primeiro século e o final do segundo.[43]
- Varenus Atilius, junto com sua esposa, Severina, dedicou um túmulo do século II em Peltuinum na Sabinum para seu filho, Chrestus, com seis anos, um mês.[44]
- Varenius Fortunatus, inumado em um cinerarium do século II em Roma, junto com Aemilia Ammia.[45]
- Varenia Helena, junto com Lúcio Valério Justo, um dos herdeiros de Valério de Alexandria, um soldado enterrado em um túmulo do século II em Misenum na Campânia, com cinquenta e seis anos, quatro meses e doze dias, tendo servido por vinte e seis anos. A inscrição que os nomeia pode ser uma falsificação moderna.[46]
- Marcus Varenius Januarius, enterrado em Roma, com noventa e seis anos, junto com sua esposa, Lusia Nomice, em um túmulo do século II dedicado por seu cliente, Marcus Varenius Felix.[47]
- Marcus Varenius Felix, dedicou um túmulo do século II em Roma para seus patronos, Marcus Varenius Januarius e sua esposa, Lusia Nomice.[47]
- Varenia Justina, esposa de Thorasius Felix, com quem dedicou um túmulo do século II em Sassina na Úmbria para sua filha, Thorasia Marcellina, com quatorze anos, sete meses e quatorze dias.[48]
- Gaius Varenus Privatus, enterrado em um túmulo do século II em Aquileia na Vêneto e Histria, dedicado por sua filha, Clodia Moschis.[49]
- Varena, uma mulher nomeada em uma inscrição sepulcral do século II ou III de Viminacium na Moesia Superior.[50]
- Vorena, em um tempo uma Vestal, dedicou um túmulo do século II ou III em Ostia no Lácio para seu filho, Quinto Vorenus.[3]
- Quinto Vorenus, enterrado em um túmulo do século II ou III em Ostia, dedicado por sua mãe, Vorena, que havia sido uma Vestal.[3]
- Varenia Felicissima, dedicou um túmulo do século II ou III em Roma para sua filha, Aurelia Hermione.[51]
- Varena Jucunda, esposa de Gaius Turranius Hermadion, com quem dedicou um túmulo do século II ou III em Roma para seus filhos, Augurinus, com doze anos, dois meses e vinte e cinco dias, e Augurina, com seis anos, quatro meses e quatro dias.[52]
- Varenius Montanus, enterrado em Lambaesis na Numídia, com sessenta e sete anos, em um túmulo do século II ou III construído por sua esposa, Júlia Licinia.[53]
- Varenus Rufus, governador de Bitínia e Ponto de 105 a 106 d.C.[54][55]
- Titus Varenius Probus, um dos duumviros em Sarmizegetusa na Dácia, onde foi enterrado em um túmulo construído por seu filho, Varenius Pudens, datado do início do século II.[56]
- Titus Varenius T. f. Pudens, um equestre, e flamen da colônia romana em Sarmizgetusa, onde dedicou um túmulo do início do século II para seu pai, Titus Varenius Probus.[56][57]
- Publius Varenius Nerva, um dos doadores para a ampliação de um templo do meio do século II em Ostia no Lácio.[58]
- Publius Varenius Zethus, outro dos doadores para a ampliação do templo em Ostia.[58]
- Varena Quinta, construiu um túmulo do meio ao final do século II em Iader na Dalmácia para seu marido, Marcus Cursineius Dexter.[59]
- Marcus Varenius Hermes, um nummularius, ou trocador de dinheiro, construiu um túmulo para sua esposa, Masclinia Aquina, em Colônia na Germania Inferior, datado da segunda metade do século II.[60]
- Lúcio Varenius Rufus, possivelmente um tribuno, fez uma oferta a Júpiter em Misenum, datada entre a metade do século II e a metade do século III.[61]
- Varena, mãe de uma mulher enterrada em Misenum entre a segunda metade do século II e a primeira metade do século III, com vinte e três anos. Um Macrinus nomeado pouco antes de Varena pode ser o pai da mulher.[62]
- Varena Donata, dedicou um túmulo em Roma, datado da segunda metade do século II, para o jovem Marcus Varenus Zmaragdus.[63]
- Varena Marcella, dedicou um túmulo em Roma, datado da segunda metade do século II ou da primeira metade do século III, para seu marido, o liberto Gaius Turranius Arianus, com quem viveu por onze anos.[64]
- Marcus Varenus Zmaragdus, um jovem enterrado em Roma, com treze anos, seis meses e doze dias, em um túmulo dedicado por Varena Donata, datado da segunda metade do século II.[63]
- Varenia Tecusa, dedicou um túmulo em Roma, datado da segunda metade do século II, para seu irmão, Lúcio Aélio Crispinus.[65]
- Lúcio Varenius (L. f.?), um soldado listado em uma inscrição de Roma, datada de 153 d.C.[66]
- Marcus Varenus Polybius, fez uma libação em honra de Júpiter Óptimo Máximo em Forum Livii na Região Emília em 170 d.C. Em 185, ele e Varena Chrysidia fizeram uma libação a Juno Regina, também em Forum Livii.[67][68]
- Publius Varenus Probus, um dos curadores públicos em Cures na Sabinum, junto com Gaius Júlio Félix, Manius Paccius Hermes e Publius Postumius Zeuxippus, que participaram de uma libação e oferta dedicatória em 173 d.C.[69]
- Varena Chrysidia, junto com Marcus Varenus Polybius, fez uma libação a Juno Regina em Forum Livii em 185 d.C.[68]
- Titus Varenius Probus, um equestre, e um dos duumviros em Sarmizegetusa, enterrado junto com sua irmã em um túmulo datado do final do século II, dedicado por seu colega, o pontífice Marcus Cominius Quintus.[70]
- Lúcio Varenus Venustus, junto com sua filha, Varena Prima, dedicou um túmulo em Fulginiae, datado entre a metade do século II e a metade do século III, para seu filho, Lúcio Varenus Severus, um soldado na décima coorte urbana.[71]
- Varena L. f. Prima, junto com seu pai, Lúcio Varenus Venustus, dedicou um túmulo em Fulginiae, datado entre a metade do século II e a metade do século III, para seu irmão, Lúcio Varenus Severus, um soldado na décima coorte urbana.[71]
- Lúcio Varenus L. f. Severus, um soldado na décima Coorte Urbana, foi enterrado em Fulginiae, com dezoito anos, quatro meses e doze dias, em um túmulo datado entre a metade do século II e a metade do século III, dedicado por seu pai, Lúcio Varenus Venustus, e irmã, Varena Prima.[71]
- Varenia Diogenis, esposa de Gaius Salonius Theodotus, foi enterrada em Portus no Lácio, em um túmulo construído por seu marido, datado da primeira metade do século III.[72]
- Varenius Touro, pai de Varenius Lobo e Varenius Provincial, conhecido a partir de uma inscrição funerária do século III de Lugdunum na Gália.[73]
- Varenius Lobo, filho de Touro, foi um jovem enterrado em Lugdunum durante a primeira metade do século III, com vinte anos, sete meses e quinze dias, em um túmulo construído por seu irmão, Varenius Provincial.[73]
- Varenius Provincial, filho de Touro, dedicou um túmulo em Lugdunum, datado da primeira metade do século III, para seu irmão, Varenius Lobo.[73]
- Titus Varenius T. f. Pudens, um equestre, foi um dos decuriões em Sarmizegetusa, e um patrono das cidades vizinhas de Apulum e Porolissum, de acordo com uma inscrição da era severana.[74]
- Gaius Varenus Terminalis, um soldado na quinta coorte dos vigiles em Roma em 205 d.C., servindo na centúria de Aulupor.[75]
- Titus Varenius Gallicanus, um oficial do collegium fabrorum, ou guilda de artesãos, em Sarmizegetusa, de acordo com uma inscrição datada do segundo quarto do século III.[76]
- Varenius Legítimo, junto com Cornelius Trophimus, um dos duumviros municipais de Laurentum e Lavinium no Lácio em 227 ou 228 d.C.[77]
- Titus Varenius T. f. Sabinianus, um equestre enterrado em Alba Julia na Dácia durante a parte média do século III, em um túmulo construído por sua esposa, Cornelia Lucilla, e irmã, Varenia Probina, havia sido um soldado, decurião e flamen em várias cidades na Dácia.[78]
- Varena, dedicou um túmulo em Roma, datado da metade ao final do século III, para sua filha, Quinta Flavia Severina, com dois anos, dez meses e dezessete dias.[79]
- Varena, nomeada em um cinerário encontrado no local da moderna Sesto Calende, anteriormente parte da Gália Cisalpina, datada entre a metade do século III e o final do século IV.[80]

### Vareni sem data
- Varena, mencionada em uma inscrição funerária de Vicus Fificulanus.[81]
- Varena T. f., junto com sua irmã, Severilla, e Symphorus, talvez seu liberto, fez uma oferta em Augusta Praetoria na Gália Cisalpina ao espírito de seu pai, Titus, e a Juno.[82]
- Varenus, nomeado em uma inscrição sepulcral de Roma.[83]
- Varenus, um liberto do imperador, foi um adjutor tabelarii (contador adjunto). Ele fez uma libação em honra de Apolo em Ostia.[84]
- Varenus, nomeado em uma inscrição de Nemausus na Gália Narbonense.[85]
- Varenus, um centurião primus pilus nomeado em uma inscrição de uma província incerta.[86]
- Varenius, nomeado em uma inscrição do local da moderna Gailhan, anteriormente parte da Gália Narbonense.[87]
- Publius Varenus, o antigo mestre de Primigenius, o filho de Yimenaeus, um menino enterrado em Roma, com três anos e quatro meses.[88]
- Varenia Agrippina, esposa de Lúcio Arvianius Lentulus Festus, com quem construiu um túmulo em Roma para seu filho, Lúcio Arvianius Justus Agrippinus, com oito anos, quarenta dias.[89]
- Varena P. l. Arescusa, uma liberta enterrada em Florentia na Etrúria, junto com sua colega liberta, Rompenna Philas.[90]
- Varenia Auge, enterrada em Nemausus, em um túmulo construído por seu marido, Caesius Patroclus.[91]
- Marcus Varenus Ɔ. l. Clemens, um liberto enterrado em Roma, em um sepulcro familiar construído pela liberta Varena Fausta para seu patrono, Marcus Varenus Phileros e Marcus Canuleius Chrestus.[92]
- Varena M. l. Fausta, uma liberta, construiu um sepulcro familiar em Roma para seu patrono, Marcus Varenus Phileros, e os libertos Marcus Varenus Clemens e Marcus Canuleius Chrestus.[92]
- Marcus Varenus M. l. Faustus, um liberto nomeado em uma inscrição sepulcral de Roma.[93]
- Marcus Varenus Hermadio, supostamente um liberto, que com seus conliberti Marcus Varenus Pasiphilus e Marcus Varenus Onesimus, dedicou um túmulo em Roma para seu patrono, Marcus Varenus Macarianus. A inscrição é considerada uma falsificação.[94]
- Marcus Varenus M. l. Gamus, um liberto enterrado em um sepulcro familiar em Roma, junto com Tutilia Helena, Marcus Varenus Potitus e Gaius Valerius Achilles.[92]
- Marcus Varenus Graphicus, junto com a liberta Vibia Hermione, talvez sua esposa, dedicou um sepulcro em Roma para Vibia Quieta, ex-mestre de Hermione, e suas duas filhas, Veneria, com sete anos, dez meses, e Helpis, com doze anos, vinte e sete dias.[95]
- Varena ou Varenia Longina, junto com sua filha, Varena Harmonia, dedicou um túmulo em Roma para seu marido, Lúcio Plotius Dio. Longina também construiu um túmulo em Ostia para sua filha, Plotia Sabina, com três anos, dois meses.[96][97]
- Varena L. f. Harmonia, filha de Lúcio Plotius Dio e Varena Longina. Ela e sua mãe construíram um túmulo em Roma para seu pai.[96]
- Marcus Varenus Liberalis, nomeado em um tubo de chumbo encontrado em Roma.[98]
- Marcus Varenus Macarianus, supostamente enterrado em Roma em um túmulo dedicado por seus libertos, Marcus Varenus Pasiphilus, Marcus Varenus Hermadio e Marcus Varenus Onesimus. A inscrição é considerada uma falsificação.[94]
- Marcus Varenus Onesimus, supostamente um liberto, que com seus conliberti Marcus Varenus Hermadio e Marcus Varenus Pasiphilus, dedicou um túmulo em Roma para seu patrono, Marcus Varenus Macarianus. A inscrição é considerada uma falsificação.[94]
- Marcus Varenus Pasiphilus, supostamente um liberto, que com seus conliberti Marcus Varenus Hermadio e Marcus Varenus Onesimus, dedicou um túmulo em Roma para seu patrono, Marcus Varenus Macarianus. A inscrição é considerada uma falsificação.[94]
- Marcus Varenus M. l. Phileros, um liberto enterrado em Roma, em um túmulo dedicado por seu cliente, a liberta Varena Fausta, para si mesma, Phileros, e os libertos Marcus Varenus Clemens e Marcus Canuleius Chrestus.[92]
- Marcus Varenus M. l. Potitus, um liberto enterrado em um sepulcro familiar em Roma, junto com Marcus Varenus Gamus, Tutilia Helena e Gaius Valerius Achilles.[92]
- Varenia Primitiva, enterrada em Roma, em um sepulcro construído por seu marido, Gaius Baebius Evangelus, para si mesmo e sua família.[99]
- Varenus Proculeianus, um centurião mencionado em uma inscrição de Bovium na Britânia.[100]
- Titus Varenius Severus, marido de Frontinia Servata, uma mulher enterrada em Nemausus, com trinta e cinco anos, sete meses e doze dias, em um túmulo construído por Varenius e seus pais, Gaius Frontinius Servatus e Secundina, filha de Paternus.[101]
- Marcus Varenius Valentinus, enterrado em Roma em um túmulo construído por seus pais.[102]
- Marcus Varenius Valentinus, enterrado em Castrimoenium no Lácio, em um túmulo construído por seus pais.[103]
- Gaius Varenius Varus, guardião dos colonos romanos entre os Osismi na Gália Lugdunense, dedicou uma estátua a Netuno Hippius. A base da estátua com sua inscrição foi encontrada em 1948; a estátua foi encontrada nas proximidades em 2004.[104][105]